# Carlos Domínguez
Carlos „Chino“ Dominguez (4. listopadu 1933 – 17. února 2011) byl peruánský fotograf, ve své zemi považován za „nejlepšího fotožurnalistu 20. století “. Získal ocenění „Palmas Artísticas del Perú“ (Umělecké palmy Peru) v hodnosti „Gran Maestro“ od Univerzity svatého Marka.

## Životopis
Fotografickou techniku se naučil od Japonce Antonia Nogučiho. Svou první výtvarnou soutěž vyhrál s plakátem na sportovní soutěž v roce 1946. Krátce poté odcestoval do Argentiny studovat fotografický institut „Sandy“ a zároveň spolupracoval se sportovním časopisem El Gráfico.
V roce 1954 se vrátil do Peru, pracoval jako fotožurnalista v novinách Impacto, Presente a La Tribuna. Během svého působení v časopise Caretas (1963-1970) se proslavil svou smělostí při získávání těch nejlepších snímků.
V roce 1966 získal titul v oboru žurnalistiky a fotožurnalistiky na National University of San Marcos. V roce 1981 založil s Guillermem Thorndikem noviny La República.
Pracoval jako hlavní fotograf a grafik pro různé domácí i zahraniční noviny. V důsledku téměř 50 let rozsáhlé fotografické práce se mu podařilo shromáždit ve svém osobním archivu kolem milionu negativů pokrývajících peruánskou a mezinárodní grafickou historii.
Jeho archiv byl získán pro záchranu a uchování Univerzitu Alas Peruanas.
Byl považován za nejlepšího fotoreportéra 20. století v Peru a jeho archiv je jediný, který uchovává nepublikované fotografie osobností z kulturního, politického a sociálního světa. Ilustroval nespočet knih a jeho sociální dílo, které ukazuje světu peruánskou realitu, bylo zachyceno v jeho mistrovském vydání: Los peruanos (Peruánci, první a druhé vydání).
Jeho hlavní publikovaná díla jsou:
- Los peruanos (Peruánci). Lima: Hechos y fotos, 1988 (první vyd. 1999).
- 100 años, Jorge Basadre. Lima: Univerzita Alas Peruanas, 2003.
- Negro luminoso. Lima: Centrum etnického rozvoje, 2005.
- El círculo invisible. Lima: Univerzita Alas Peruanas 2006.

Zemřel na komplikace ledvin z rakoviny plic 17. února 2011 v nemocnici Guillermo Almenara v Limě.

## Ceny a ocenění
- „Palmas Artísticas del Perú“ v hodnosti „Gran Maestro“ od jeho alma mater Národní univerzity San Marcos.